# Zale coracias
Zale coracias är en fjärilsart som beskrevs av Achille Guenée 1852. Zale coracias ingår i släktet Zale och familjen nattflyn. Inga underarter finns listade i Catalogue of Life.